# Davitt Moroney

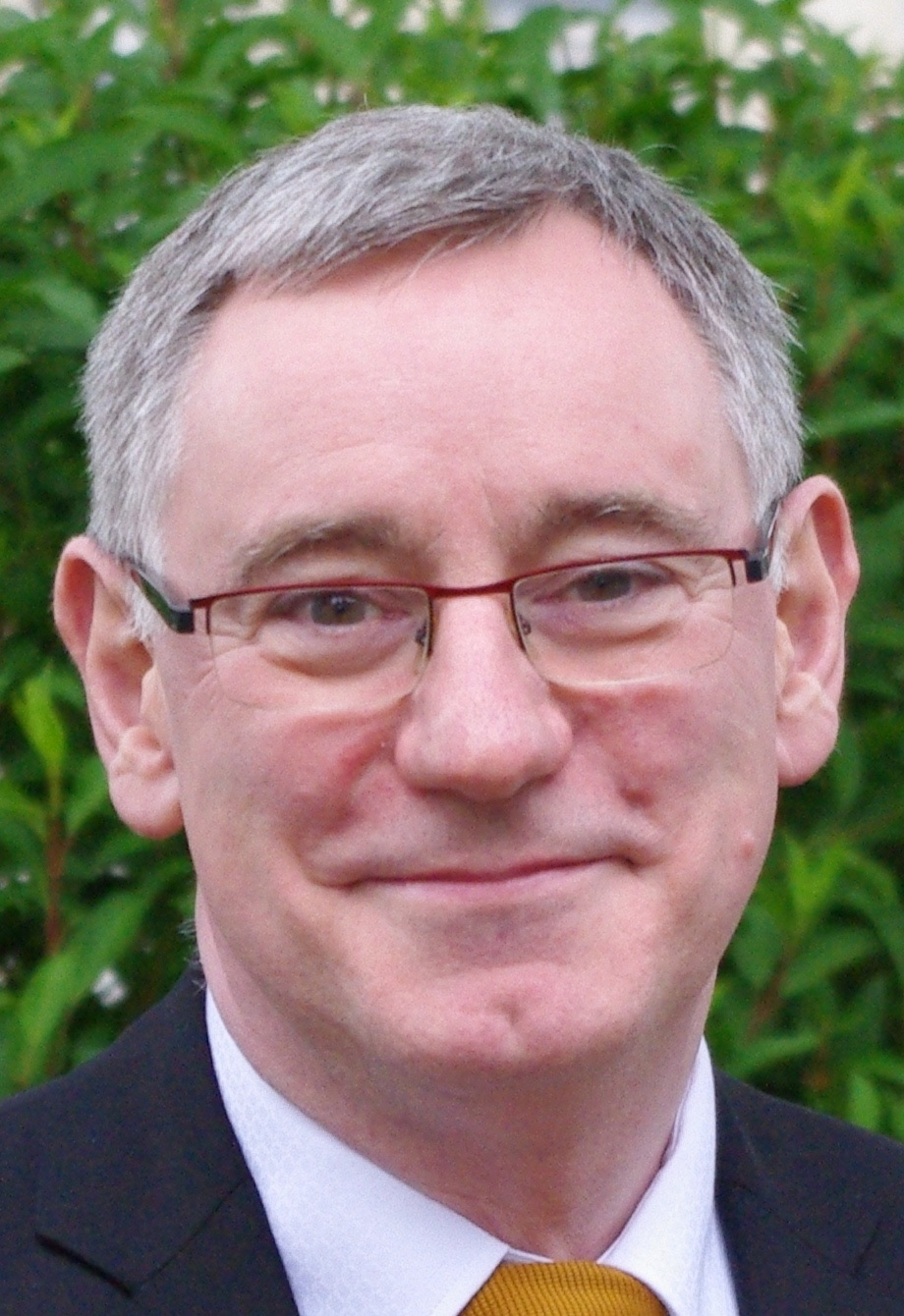
Davitt Moroney, op de dag van zijn recital in Terhulpen, 17 juni 2011

Davitt Moroney (1950) is een Engels-Amerikaans klavecimbelspeler, organist en muziekpedagoog.

## Levensloop
Moroney studeerde aan King's College (University of London) bij Thurston Dart. Zijn masterthesis behandelde de Italiaanse muziek van de Contrareformatie: Giovanni Animuccia, Missarum Liber Primus (1972). Hij studeerde verder bij Kenneth Gilbert en Gustav Leonhardt en onderging sterk hun invloed in de uitvoeringspraktijk die op originele instrumenten de volle uitdrukking kon geven aan 17de- en 18de-eeuwse muziek. In 1974 behaalde hij diploma's in muziekuitvoering aan de Royal Academy of Music (1974) en de Royal College of Music (1975). Hij behaalde in 1980 een doctoraat in musicologie aan de University of California, Berkeley met een thesis gewijd aan de muziek van Thomas Tallis en William Byrd onder de titel Under Fower Sovereygnes: Thomas Tallis and the Transformation of English Polyphony. 
In 1980 vestigde hij zich in Parijs. In 1983 werd hij de muziekdirecteur van de Semaine de Musique Baroque in Monaco. In 2001 werd hij docent aan de Muziekhogeschool van de University of California. en werd ook de organist van de universiteit.
Zijn eerste liefde ging naar het orgel, omwille van zijn fascinatie voor de muziek van Johann Sebastian Bach. Vervolgens richtte hij zich vooral op het klavecimbel. 
Zijn talrijke concertreizen deed hij als solist of met kamermuziek ensembles. Hij werkte hierbij vaak samen met de Engelse violist John Holloway, de Amerikaanse sopraan Jill Feldman en de Franse klavecinist Olivier Beaumont. 
Naast Bach, interesseert Moroney zich voornamelijk aan de volgende barokscholen:
- de Franse muziek met onder meer Chambonières, Jean-Philippe Rameau, Louis Marchand en Nicolas Siret
- de Engelse muziek van Byrd tot Purcell.

Moroney heeft vaak oude muziek herontdekt, zoals 'Le Livre de tablature de Clavescin' van Marc-Roger Normand Couperin (neef van François Couperin), de werken voor orgel van Louis Couperin (handschrift Oldham), het werk voor klavecimbel van Henry Purcell in een herontdekt handschrift, de Mis van Alessandro Striggio die hij in 2005 opdiepte in de Bibliothèque Nationale.
In 2008 speelde hij in marathon (5 uren non stop) Das Wohltemperiertes Klavierbuch.
Moroney was lid van de jury voor het internationaal klavecimbelconcours in het kader van het Festival Musica Antiqua in Brugge en dit voor de jaren 1995, 1998, 2001, 2004 en 2007.

## Discografie
Moroney heeft uitgebreid platenopnamen gerealiseerd, met Bach als centrale componist. Zo speelde hij de Goldberg Variaties, de Kunst der Fuge, de Franse suites en het Wohltemperierte Klavierbuch.
In 1983 nam hij het volledige werk voor klavecimbel op van Louis Couperin en later het volledige klavierwerk van William Byrd.
- J. S. BACH, Die Kunst der Fuga, 2 CDs, (1986 & 2001)
- J. S. BACH, De zes sonates voor viool en klavecimbel, 2 CDs, (1989) met John Holloway
- J. S. BACH, Das Wohl Temperierte Klavirbuch, 4 CDs, (1988)
- J. S. BACH, Das Musikaliches Opfer, (1987)
- J. S. BACH, met Janet See, John Holloway, Martha Cook, Jaap ter Linden, Italian Concerto, French Ouverture, etc. (1992)
- J. S. BACH, Concertos voor 3 en 4 klavecimbels, met Christopher Hogwood, Christophe Rousset, Colin Tilney
- J. S. BACH, The Complete Sonatas for flute and harpsichord, 2 CDs, met Janet See
- J. S. BACH, De Franse Suites, 2 CDs, (1991)
- J. S. BACH, Preludes en fugas, Suites, 1 video disc, met de Sonata voor viola da gamba en klavecimbel, met Christophe Coin
- H. I. von BIBER, The Rosary Sonatas, 2 CDs, (1990)
- W. BYRD, Volledig werk voor klavierinstrumenten, 7 CDs, (1999)
- W. BYRD, Pavanes & Galliardes, 2 CDs, (1986)
- F. COUPERIN: "Les Idées heureuses", 1987)
- F. COUPERIN, 10 Motetten, met Jill Feldman, Isabelle Poulenard, Jaap ter Linden;
- F. COUPERIN, Koninklijke Concerten (1985), met Robert Claire, Janet See, Jaap ter Linden
- F. COUPERIN, Kamermuziek (1979), met The San Francisco Baroque Ensemble
- Louis COUPERIN: Volledig werk voor klavecimbel, (1983)
- Louis COUPERIN, Volledig werk voor orgel, 3 CDs, (1995)
- M. R. N. COUPERIN: Livre de tablature de Clavescin, (1999)
- J. J. FROBERGER: Werk voor klavier (1997)
- W. A. MOZART: Sonates  (1996)
- W. A. MOZART, J. C. BACH etc.: "For two to play", met Olivier Baumont (1994)
- H. PURCELL: "The Purcell Manuscript", (1995)
- H. PURCELL, Volledig werk voor orgel, o. m. Tien Anthems, met Jill Feldman (1993)
- N. SIRET: Volledig werk voor klavecimbel (1998)

## Muziekedities
Moroney heeft talrijke  wetenschappelijke edities van partituren uitgegeven. Hierna enkele ervan:
- J. S. BACH, Kunst der Fugue (München, 1989)
- J. BENNET, Madrigals, 1599 (London, 1978)
- J. BLOW, John Blow’s Anthology (MS Brussel 15.418), (London, 1978)
- T. CHILCOT, Zes suites voor klavecimbel uit 1734 (Parijs, 1981)
- F. COUPERIN, Musique Vocale, III, met K. Gilbert en O. Memed (Monaco, 1996)
- F. COUPERIN, Musique de Chambre, IV, met K. Gilbert (Monaco, 1992)
- F. COUPERIN, Musique de Chambre, II, met K. Gilbert (Monaco, 1988)
- F. COUPERIN, Musique de Chambre, III, met K. Gilbert (Monaco, 1987)
- F. COUPERIN, Musique Vocale, II, met K. Gilbert (Monaco, 1985)
- F. COUPERIN, Pièces d’Orgue, met K. Gilbert (Monaco, 1982)
- L. COUPERIN, Pièces de Clavecin (Monaco, 1985)
- J. FARMER, Madrigals, 1599 (London, 1979)
- M. GREENE, A Collection of Lessons for the Harpsichord, 1750 (London, 1978)
- L. MARCHAND, Pièces de Clavecin (Monaco, 1987)
- H. PURCELL, Keyboard Pieces: The Purcell Manuscript (London, 1999)
- J.-Ph. RAMEAU, Pièces de Clavecin en Concerts, met Denis Herlin (Paris, 1996)

## Publicaties
- L’Allemande mysterieuse de Simon Renard, in: Musique, Images, Instrument, 2002
- L’imagination replie de mille belles choses, in: Actes du Colloque "Mémoires de l’Ephémère: Fêtes et Spectacles dans le patrimoine écrit," Lyon, 1997), Lyon, 1998, pp. 87-95
- Le Couperin de Turin: Marc Roger Normand, Preface to facsimile (Genève, 1998)
- Le Manuscrit Bauyn, Preface to facsimile (Geneva, 1998)
- Couperin et les Contradicteurs: La Révision de ‘L’Art de Toucher le Clavecin, Actes du Colloque Couperin 1995, (Académie de Villecroze, 1998)
- Du style et du goût; questions d’interprétation dans la musique baroque, Marsyas, Revue de pédagogie et chorégraphie, Cité de la musique, (Parijs, juni 1996, pp. 12-18)
- "Orders of the Dance, BBC Music Magazine, Exploring Early Music, Londen, pp. 55-57 (1996)
- Louis Couperin: Les Pièces d’Orgue, Le Monde de la Musique (juli 1995)
- Bounds and Compasses: The Range of Byrd’s Keyboards, Sundry Sorts of Music Books: Essays presented to O.W. Neighbour on his 70th Birthday (London, The British Library, 1993)
- A New Completion for Bach’s Unfinished Fugue BWV 906/2, Aspects of Keyboard Music: Essays in Honour of Susi Jeans, ed. R. Judd (Oxford, 1992)
- Johann Sebastian Bach, Das wohltemperirte Clavier, The British Library, Stefan Zweig Series of Concerts, Lectures and Exhibitions (1991)
- Style, Passion, Liberté! (with Olivier Baumont), Le Monde, (13 september 1990)
- Chambonnières and his ‘Belle manière’, J.-B. Lully, Actes du colloque 1987 (Laaber, 1990)
- Thinking and Pondering about Byrd, The Musical Times (januari 1987)
- Robert Thurston Dart: Bibliography of Publications, Source Materials and the Interpretation of Music, ed. Ian Bent (Londen, 1981)
- Auda, Antoine, Apothéose, Déploration, Prélude non mesuré, Responsory in: The New Grove Dictionary of Music and Musicians (Londen, 1980)
- The Performance of Unmeasured Harpsichord Preludes, Early Music (April 1976) * Choir Schools in London, Times Educational Supplement (6 februari 1975)
- Divinity in Odd Numbers (artikel over Jacob Obrecht), The Statistician, vol. 24/2 (1975)